# ملعب رعاية الشباب
ملعب كرة قدم سوري يعتبر المعقل الرئيسي لنادي حرفيي حلب والملعب المؤقت لناديي الاتحاد والحرية.